# MOA-2007-BLG-192Lb
MOA-2007-BLG-192Lb，有时也被称为MOA-192b， 是一颗位于人马座、距离地球约3000光年的系外行星。该行星环绕褐矮星MOA-2007-BLG-192L运转。其质量约为地球质量的1.4倍，是已知的质量最小的系外行星之一。在2007年5月24日的发生的一次微引力透镜现象（这是在新西兰的约翰山大学天文台进行的天文物理重力微透镜观测活动的观测结果之一）中，科学家发现了该行星。
该行星的母星的质量很小，估计只有太阳质量的6%，可能无法维持天体内部的核聚变反应，从而使它成为了一颗只能发出微弱光辉的褐矮星。 行星与母星之间的距离大约为0.6天文单位。 依据圣母大学的大卫·巴内特的看法，这意味着该行星在物质构成上可能更类似于海王星(类木行星)，而非地球(类地行星)，即它是由大量的冰体和气体组成。